# Konståret 1994

## Händelser

### Februari
- 12 februari – Edvard Munchs Skriet stjäls på Nasjonalgalleriet i Oslo. Tjuvarna bryter sig in i ett fönster, och larmet går. Säkerhetskameran filmar hur en man lyfter ut tavlan genom fönstret, och kuppen tar totalt 50 sekunder innan männen försvinner bort i bil.[1]

### April
- 8 april – Två män, 24 och 22 år gamla, döms av Stockholms tingsrätt till fyra respektive fyra och ett halvt års fängelse för konstkuppen mot Moderna museet den 8 november 1993.[1]

### Maj
- 7 maj – Edvard Munchs Skriet, som stulits på Nasjonalgalleriet i Oslo, återfinns i Åsgårdstrand söder om Oslo.[1]

### November
- 5 november – Prins Eugen-medaljen tilldelas Lena Cronqvist, målare och skulptör, Gunnar Mattson, arkitekt, Bengt Liljedahl, konsthantverkare, Björn Nörgaard, dansk skulptör, och Juha Leiviskä, finländsk arkitekt.

### Okänt datum
- Antony Gormley tilldelades Turnerpriset.

## Verk
- Helen Frankenthaler – All About Blue.
- Damien Hirst – Away from the Flock.

## Utställningar
- Juni–augusti: första upplagan av Umedalen Skulptur

## Födda
- 9 juli – Akiane Kramarik, amerikansk målare och poet.

## Avlidna
- 18 januari – Albert Eriksson (född 1912), svensk konstnär.
- 3 februari – Bengt Ekström (född 1910), svensk konservator, konstsamlare och konstnär.
- 12 februari – Donald Judd (född 1928), amerikansk konstnär.
- 27 mars – Vigdis Rojahn (född 1902), norsk tecknare, illustratör och barnboksförfattare.
- 18 april – Göran Strååt (född 1913), svensk målare, tecknare och skulptör.
- 7 maj – Clement Greenberg (född 1909), amerikansk konstkritiker.
- 28 maj – Max Walter Svanberg (född 1912), svensk konstnär.[1]
- 10 juni – Edward Kienholz (född 1927), amerikansk konstnär.
- 20 juli – Paul Delvaux (född 1897), belgisk målare.
- 13 augusti – Einar Emland (född 1916), svensk målare.
- 20 oktober – Viola Gråsten (född 1910), finländsk textilkonstnär.
- 4 november – Evert Lundquist (född 1904), svensk konstnär.[1]
- 2 december – Edvin Öhrström (född 1906), svensk konstnär, skulptör och glaskonstnär.[1]
- okänt datum – Lars Matson (född 1933), svensk konstnär.

### Fotnoter
1. 1 2 3 4 5 6   Horisont 1994. Bertmarks